# Beat Music Vol. 2 (album)
Beat Music vol. 2 er det ottende studiealbum af det danske orkester Nice Little Penguins. Det udkom 9. april 2021 og blev udgivet af det dengang nystartede Turn It Over Records i Herning.
Albummet indeholdte 10 ikke tidligere udgivne sange - alle skrevet og udført af bandets oprindelige trio: Bo Feierskov (bas, vokal) og brødrene Carsten (trommer, kor) og Michael Kolster (guitar, vokal).

## Spor
1. "I Don't Wanna Waste Time" (3:31)
2. "Loaded" (3:05)
3. "Old-Fashioned Guy" (3:43)
4. "Everybody Wants to Be a Rock'n'roll Star" (2:51)
5. "Suburban Lane" (2:19)
6. "I Wanna Hold You" (2:35)
7. "Whatever It Is to Me" (3:03)
8. "End of The Year" (5:20)
9. "Dizzy" (3:31)
10. "Oh My God" (2:55)